# هلنویل (ویسکانسین)
هلنویل (به انگلیسی: Helenville) یک منطقهٔ مسکونی در ایالات متحده آمریکا است که در Jefferson واقع شده‌است. هلنویل ۱٫۳ کیلومتر مربع مساحت و ۲۴۹ نفر جمعیت دارد و ۲۵۷ متر بالاتر از سطح دریا واقع شده‌است.